# Baryphracta
Baryphracta – rodzaj krokodyla z grupy Diplocynodontinae żyjącego w eocenie na terenie Europy. Został opisany w 1987 roku przez Eberharda Freya i współpracowników na podstawie skamieniałości odnalezionych w kopalni Messel w Hesji. Holotypem jest okaz oznaczony numerem katalogowym SMF Me 899. Znane są również inne szkielety, spośród których wiele przypisywano wcześniej do rodzaju Hassiacosuchus.

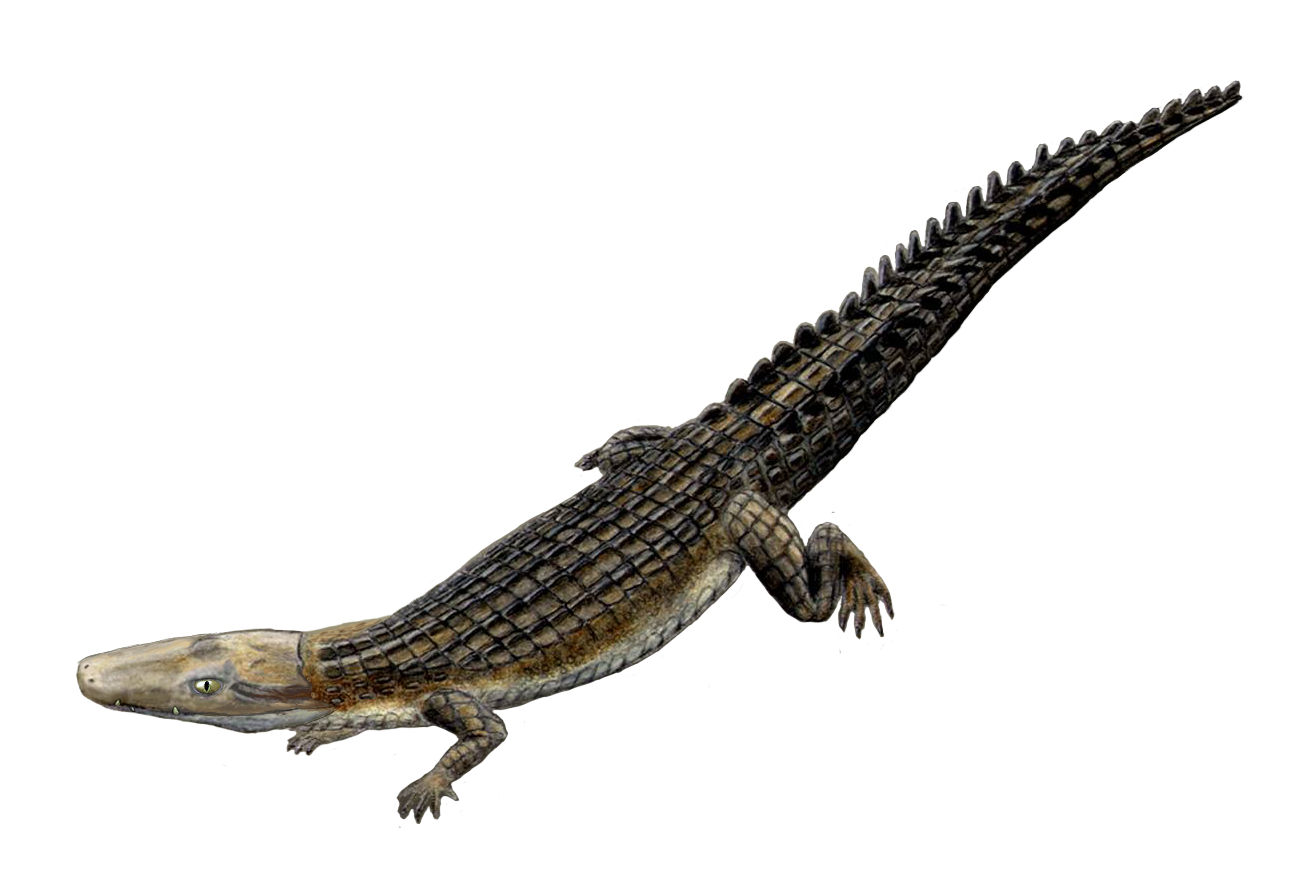
Baryphracta deponiae

Baryphracta osiągała niewielkie rozmiary – jej długość szacuje się na około 1,5 m. Miała tępo zakończony pysk, a ogólną budową przypominała krokodyle z rodzaju Diplocynodon. Korony jej zębów były stożkowate, co jest cechą powszechną u paleogeńskich krokodyli, takich jak m.in. Diplocynodon. Z powodu dużego podobieństwa do znacznie większego D. darwini sugerowano, że Baryphracta jest w rzeczywistości młodym okazem tego gatunku – różnice pomiędzy B. deponiae a młodocianymi osobnikami D. darwini wskazują jednak, że jest ona odrębnym gatunkiem, choć niewykluczone, że skamieniałości Baryphracta należą do zwierząt niedorosłych.
Frey i współpracownicy nie byli pewni pozycji filogenetycznej Baryphracta wśród krokodyli, Markwick w 1998 roku uznał ten rodzaj za bazalnego przedstawiciela kladu Eusuchia. Pierwszą analizę kladystyczną uwzględniającą Baryphracta przeprowadził w 1999 roku Christopher Brochu. Zasugerowała ona jej bliskie pokrewieństwo z Diplocynodon, co potwierdziły również późniejsze analizy. Te dwa rodzaje są jedynymi znanymi obecnie przedstawicielami kladu Diplocynodontinae. Z przeprowadzonej przez Delfino i Smitha (2012) analizy filogenetycznej wynika, że gatunki zaliczane do rodzaju Diplocynodon nie tworzą kladu, do którego nie należałby także gatunek Baryphracta deponiae; na drzewie ścisłej zgodności Baryphracta jest w nierozwikłanej politomii z gatunkami Diplocynodon muelleri, D. tormis i z kladem obejmującym gatunki D. elavericus i D. ungeri (tym samym B. deponiae jest bliższym krewnym tych czterech gatunków niż gatunki Diplocynodon darwini, D. hantoniensis i D. ratelii). Autorzy uznali rodzaj Baryphracta za młodszy synonim rodzaju Diplocynodon, utrzymując jednak B. deponiae jako odrębny gatunek Diplocynodon deponiae.